# Bolsjoj-palatset
Bolsjoj-palatset eller Bolsjoj ispalats (ryska: Ледовый дворец Большой, Ledovyj dvorets Bolsjoj). Svensk översättning blir Stora ispalatset. En multiarena med plats för 12 000 åskådare i Sotji, Ryssland. Arenan stod färdig 2012 och var en av spelplatserna för ishockeyturneringen vid de olympiska vinterspelen 2014, tillsammans med Sjajba Arena. De bägge arenorna är placerade knappt 300 meter från varandra. 
Efter OS-tävlingarna kommer arenan att upplåtas för diverse idrotts- och konsertevenemang.